# 上村俊之
上村 俊之（うえむら としゆき、1957年2月4日 - ）は、日本の政治家。愛媛県越智郡上島町長（4期）、弓削町長（1期）、弓削町議会議員を務めた。

## 概要
愛媛県越智郡弓削町（現上島町）生まれ。松山商科大学経済学部卒業。
弓削町議会議員を経て、2004年3月、弓削町長に当選した。同年10月、弓削町・生名村・岩城村・魚島村が合併して誕生した上島町の町長選挙に出馬し、上村以外に立候補を届け出た者がいなかったため、無投票で初代町長に選出された。2008年、上島町長再選。2012年の上島町長選では対立候補2人を破り、3選。趣味はゴルフ。
2016年の上島町長選では元上島町議の宮脇馨に敗れ、落選。2020年に返り咲きで4選。

## 不祥事
2013年4月26日の臨時議会冒頭の、土居計彦弓削町議会議長の発言を問題視し、町営の上島町CATVによる同議会の放送を5月8日まで認めず、町CATV放送番組審議会から放送を求められた。同審議会は録画を視聴の上、出席者9人の全会一致で上村町長に対して速やかに放送するよう促した。上島町CATVは議会から2週間後の10日に放送を行った。